# بان (آلمان)
بان (به آلمانی: Bann) یک شهر در آلمان است که در Landkreis Kaiserslautern واقع شده‌است. بان ۲٬۳۰۵ نفر جمعیت دارد.